# Agykoponya

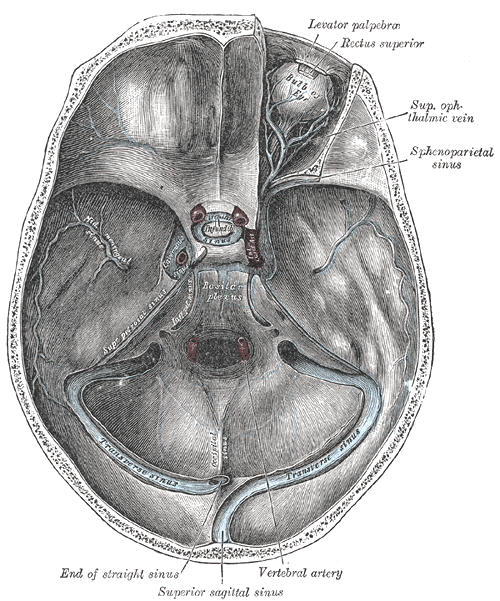
Belső koponyaalap (Basis cranii interna. Jobb oldali szemüreg föltárva. Néhány fontosabb lágyrész megtartva.

Az agykoponya ürege alapvetően a központi idegrendszer legtömegesebb részének, a nagyagynak és a kisagynak, valamint azok járulékos részeinek befogadására szolgál. Felső részét a viszonylag egységes szerkezetű koponyaboltozat, alsó részét a sokkal tagoltabb koponyaalap alkotja. A két rész határa nem kifejezetten éles, mégis elég jól meghatározható azon görbület alapján, ahol a koponyacsontok megközelítőleg vízszintes részei a függőlegeshez közelibe mennek át. 

## Az koponyaboltozat csontjainak szerkezete
Az agykoponya boltozatának (calvaria) csontjai jellegzetesen lapos (bár természetesen görbült) csontok. Egy külső tömör (lamina externa) és egy belső tömör (lamina intena) csontból álló lemez, valamint a kettő közötti szivacsos állományból (diploe) alkotja. Utóbbin az koponyüreget a külső felszínnel összekötő vénák is áthaladnak. A koponyacsontokat a koponyaüreg felől a dura mater külső lemeze béleli, kívülről  a hajas fejbőrrel borított rész a fejsisak (galea aponeurotica), vagy skalp, amely a bőrnek egy sajátos szerkezetű része.

## A koponyaalap(basis cranii)
A koponyaalapon belső (basis cranii interna) és külső felszínt (basis cranii externa) különböztetünk meg.
A koponyaalap belső felszínén elölről hátra lépcsőzetesen lefelé haladva három koponyagödör (fossa cranii anterior, media et posterior) található. Ezek a nagy- valamint a kisagy megfelelő részeit és azok járulékos részeit tartalmazzák. Minden koponyagödrön számos nyílás van, amelyeken idegek és erek haladnak át. A koponyaalap a koponya leggyengébb része, így törései baleseti hatásokra, könnyen bekövetkezhetnek. Ez a vele együtt sérült fontos működésű más képződmények miatt általában súlyos, vagy életveszélyes állapotot jelent. 

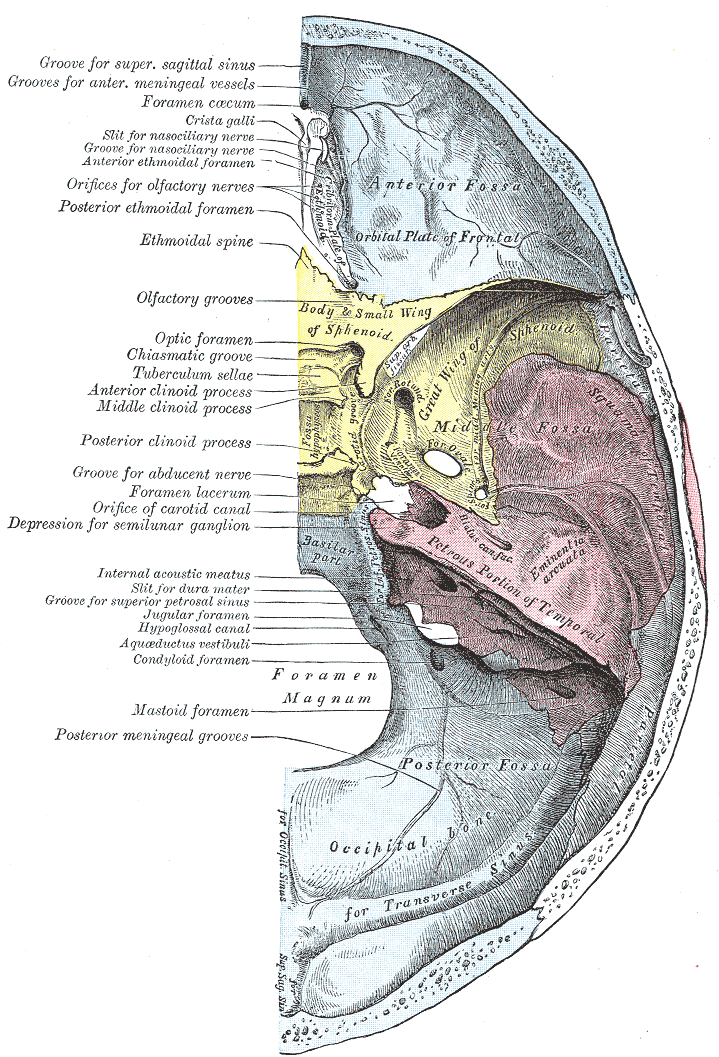
A belső koponyaalap jobb felének képletei.

## A belső koponyaalap és összeköttetései
Az elülső koponyagödör (fossa cranii anterior) alapját középen a rostacsont vízszintes, átlyuggatott lemeze (lamina et foramina cribrosa), kétoldalt a homlokcsont orbitális lemeze, mögöttük az ékcsont kis szárnya (ala minor ossis sphenoidalis) alkotja. Utóbbi hátsó széle képezi a koponyagödör hátsó határát legnagyobb részét is. A rostacsont lemezének lukacsain keresztül lépnek be a szaglóideg [I.] szálai a szaglómezőből a koponyaüregbe. A lemez fölött található a szaglóhagyma (bulbus olfactorius), az oldalsó részekre az agy homloklebenyének alsó felszínei fekszenek fel.
Az elülső koponyagödör mögötti rész, lepke alakú, amelynek csak oldalsó, „szárnyi” részeit tekintik középső koponyagödörnek (fossa cranii media). A középső, az ékcsont testének koponyaűri felszíne, az agyalapi mirigy (hypohysis cerebri) gödre bemélyedt, elöl a látóideg kereszteződésének sekély haránt barázdája, hátul egy kettős csúcsban végződő felhajló csontlemez határolja. (Ez utóbbi miatt keleties nyeregre is emlékeztet, ezért az egész képződményt töröknyeregnek is nevezik.) Az árok két oldalán a belső koponyaverőér (arteria carotis interna)  koponyaűri szakaszának sekély barázdái húzódnak. A kétoldali, középső konyagödör aljzatát az elöl az ékcsont nagy szárnyainak belső felszínei és a halántékcsont sziklacsonti részének (pirmisának) belső-elülső felszínei képezik. A szemüreggel az ékcsont kis szárnyainak eredései között áthaladó látóideg csatornán és az ékcsont kis és nagy szárnyi közötti felső szemgödri hasadékon keresztül áll kapcsolatban.  (Az áthaladó képletekről a szemüregnél volt szó.)  Az ékcsont nagy szárnyát három lyuk fúrja át, amelyekben a háromosztatú ideg  [V.] második  [V/2.] (nervus maxilaris)  és harmadik ága [V/3.]  (nervus mandibularis), és egy kis, agyhártyát tápláló verőér (arteria meningea media)  halad át.  (Ez utóbbinak az a klinikai jelentősége, hogy a koponyát ért jelentéktelennek tűnő tompa erőbehatások következtében is elszakadhat, lassú vérzés indul meg a koponyacsont belső felszíne és a (dura mater) közé, amely a durát leválasztó fokozatosan növekvő vérömleny miatt csak jóval később okoz agynyomás fokozódásra utaló tüneteket. Ez azonnali sebészeti beavatkozást igénylő, életveszélyes állapot.) A sziklacsont csúcsán lép be a belső koponyaverőér a koponyaüregbe, miután áthaladt a halántékcsontban lévő csontos csatornán (canalis caroticus).  A sziklacsont csúcsának egy kis benyomatába fekszik bele a háromosztatú ideg éző dúca (ganglion trigeminale, semilunare; Gasser-féle dúc), amiből az ideg három fő, érző ága kiindul, az ideg (rágóizmokat beidegző) mozgató gyökere alulról kifelé megkerüli a dúcot, és az abból kilépő harmadik ághoz [V/3.] csatlakozik. A sziklacsontnak ezen a felszínén lépnek ki két kis nyíláson a  [VII.] és a [IX.] agyidegek kis vegetatív (preganglionaris) ágai: (Nervus petrosus major, Nervus petrosus minor)uuuuuuuuuuuu
A hátulsó koponygödör (fossa cranii posterior) alkotásában két csont, a sziklacsont (os temporale partis petrosae) hátsó-belső felszíne és a nyakszirtcsont (os occipitale) haránt vénás öbli barázdája  (sulcus sinus transversi) alatti része vesz részt.  A haránt és a felső hosszanti vénás öblök barázdáinak találkozásánál egy csontbetüremkedés (protuberantia occipitalis interna) alakul ki. A sziklacsontnak ezen a felszínén található a belső hallójárat (meatus acusticus internus) ,  amelyen az arcideg [VII.] belép a csonton áthaladó csatornájába ill. ahol az egyensúlyi- és halló ideg [VIII.] kilép a csontban található végkészülékeiből, helyesebben ezek érző idegdúcaiból. A két csont közötti fontos  nyílás (foramen jugulare) elülső kisebbik részén  a [IX.], [X.], [XI.] agyideg  lép ki, míg hátsó nagyobbik részén a  vénás öbölrendszer  utolsó szakasza  (sinus sigmoideus)  megy át a belső nyaki vénába  (vena jugularis interna) . A csonton saját csatornáján keresztül lép ki a  [XII.] agyideg.  Legnagyobb nyílása az öregluk, (foramen magnum) , amely a nyúltvelő és gerincvelő határa, amelyen belépnek a  gerincmenti verőerek (arteria vertebralis) , és amelyen áthalad a [XI.]  agyideg gerincvelői része.  

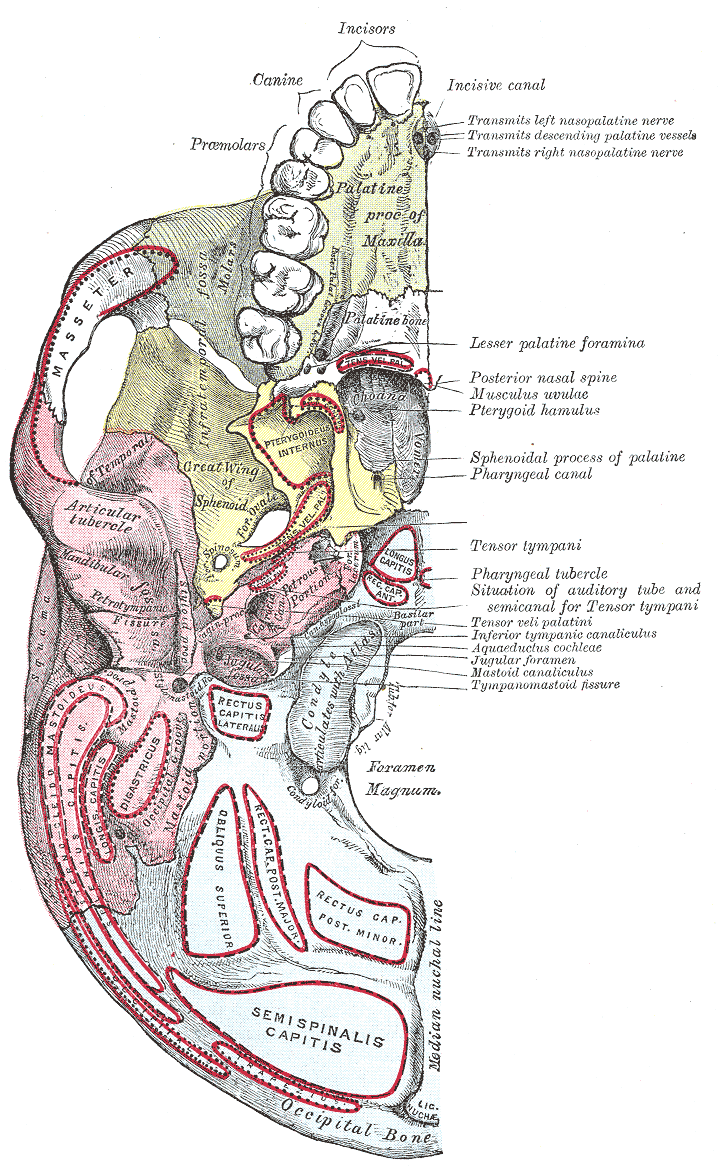
A külső koponyaalap bal felének képletei.

## Külső koponyaalap(basis cranii externa)
A külső koponyaalapként az ékcsont hátsó képződményeit a röpnyúlványokat (processus pterygoideus)  és a mögötte lévő részeket szokás tárgyalni. Az ékcsontnak (os sphenoidale) ide az alsó nyúlványai terjed le, amelyek belső (sagittalis)  lemeze a csontos orrüreg kimenetének alkotásában vesz részt. Az oldalsó lemeze szélesebb, és hátra és oldalfelé kitér. A két lemez között így egy függőlegesen megnyúlt gödör (fossa pterygoidea) jön létre amelyből egy rágóizom, a belső röpizom (m. pterygoideus internus) ered és az állkapocs szögletének belső felszínén tapad. A röpnyúlványok tövétől egy barázda vezet be a sziklacsont tengelyével párhuzamos csontos csatornába, amelyet egy vízszintes csontos sövény két félre válasz. Az alsó a fülkürt csatornája, amelynek porcos része az előbb említett barázdában van, a felsőben egy dobüregbe nyúló izom karcsú kis izom, a dobhártyafeszítő izom (m. tensor tympani) helyezkedik el. A röpnyúlvány tövét átfúrja egy vékony csatorna, amely a fossa pterygopalatínában végződik. Hátrább a  (nervus mandibularis)  [V/3.] kilépésére szolgáló ovális nyílás, mögötte a belépő (arteria meningea media) apró, kerek nyílása található. A halántékcsont sziklacsonti részének csúcsánál egy szabálytalan lyuk van (foramen lacerum) , amelyet meg nem tisztított koponyán egy porclemez zár le, két kis idegág lép ki rajta. A csontos hallójáratot határoló csontlemez és a sziklacsont egy lenyúló keskeny nyúlványa közötti résen lép ki a (chorda tympani).  A halántékcsont pikkelyrészének alsó felszínén található az állkapocsízület sajátos ízületi árka, amely hátul egy közel haránt tengelyű árokból, és az előtte lévő hengeres felszínből áll. Hátrább egy lefelé nyúló, viszonylag hosszú csontos tövis (processus styloideus) a „stylo-izmok” eredésére szolgál. A hátrább lévő tompa  - élőben is jól kitapintható – csecsnyúlványon (processus mastoideus) a fejbiccentő izom rögzül.  A két csontos képződmény között van a csontos arcidegcsatorna külső nyílása (foramen stylomastoideum). A (processus mastoideus)-tól medialisan egy bemetszés a kéthasú izom hátsó hasának rögzülésére, ettől beljebb egy sekély árok az (arteria occipitalis)  befekvésére szolgál. A halántékcsont sziklacsonti részén van a belső fejverőér csontos csatornájának bemeneti nyílása, mögötte egy mély, gödör a belső fejvéna kezdetének befogadására. A kettő között egy kis idegdúcot ([IX.]  agyideg alsó érző dúca) befogadó apró gödör található, amiből egy igen szűk csatorna indul ki. A halántékcsont és a nyakszirtcsont között megtalálható a (foramen jugulare) külső nyílása, a nyakszirtcsonton az öregluk, amelyet határoló oldalsó részeket fúrja át a nyelvalatti ideg  [XII.] csontos csatornája. Ennek a résznek a kétoldali alsó felszínén van a fejgyám és a nyakszirtcsont közötti ízület (articulatio atlantooccipitalis)  ízületi feje  (condylus occipitalis). A pikkelyrész külső koponyaalapi felszínén egy nyílirányú csontos taraj található, amiből két oldalra egy-egy haránt taréj indul ki. Egy jól fejlett haránt taréj, közepén egy csontos kidudorodással, képezi a határt a pikkely tarkói és koponyaalapi része között. A koponyaalapi felszín érdes, mivel rajta tapadnak a tarkóizmok.

## Lásd még
- Koponya
- Emberi test
- Emberi idegrendszer
- A csontok összeköttetései
- Csont
- Az emberi csontok listája
- Agyideg
- A központi idegrendszer vérellátása